# Fej Csün-lung
Fej Csün-lung (kínaiul 费俊龙, pinjin: Fèi Jùnlóng; 1965. május 5. –) kínai vadászrepülő és űrhajós.
Fej (Fei) Szucsou (Suzhou)ban, Kína Csiangszu (Jiangsu) tartományában született. 1982-ben a kínai légierő pilótajelöltnek választotta ki, majd beiskolázták a Kínai Népi Felszabadító Hadsereg pilótaiskolájába, melyet kiváló eredménnyel végzett el vadászrepülő képesítéssel. A kínai légierőnél vadászpilótaként és oktatóként dolgozott. 1998-ban kezdte meg az űrhajóskiképzést. Ő a második kínai, aki a világűrben járt.

## Repülések
(zárójelben a repülés időszaka)
- Sencsou–6 (2005. október 12. – 2005. október 16.)

### Sencsou–5
Fej (Fei) 2003 októberében egyike volt az első kínai űrhajó, a Sencsou-5 repülésére kiválasztott öt tajkonautának, akik közül végül is Jang Li-vej (Yang Li-wei) repült.

### Sencsou–6
A második kínai űrhajó, a Sencsou–6 parancsnoka. A legénység másik tagja Nie Haj-seng (Nie Haisheng) fedélzeti mérnök. A két tajkonauta öt napot töltött a világűrben tudományos kísérleteket végezve.
Repülésének tiszteletére az 1966 CM aszteroidát 9512 Feijunlong-nak nevezték el.

## Külső hivatkozások
- Életrajza
- A 9512 Feijunlong aszteroida adatai